# 꿈이있는교회 (서울)
꿈이있는교회는 대한민국의 감리교 교회이다. 서울 성북구 동선동1가에 위치해 있으며, 담임 목사는 하정완 목사이다.

## 개요
1999년 4월에 중앙감리교회에서 분가하여 독립하였다. 대학생 및 사회 초년생 청년들 위주로 구성된 젊은 교회이며, 문화적 콘텐츠를 예배에 도입하여 유명해졌다.
담임목사 하정완은 영화와 설교를 결합하는 영화설교를 실시해왔다. 영화를 상영하면서 마치 영화 해설을 하듯이 설교하는 방식이다. 교회 내부도 조명시설과 음향시설을 갖추어 마치 소극장에 들어온 것 같은 느낌을 주며, 예배에 신도들이 직접 참여하는 '열린 예배' 개념으로 예배가 진행된다.
목회 방향은 기성 신도를 위해서는 '열린예배'와 '제자훈련'이라는 두 개의 축으로 구성 되어 있으며, 전도를 위해서는 학교 사역, 뮤지컬 선교단 구성 등 여러 가지 실험을 계속해 왔다. 이러한 시도로 특색있는 청년 교회로 자리잡았다는 평가가 있다.
꿈이있는교회의 새로운 예배 형식은 종교행사에 문화적 요소가 도입되는 흐름의 대표적 사례로 언급된다. 'IT 선교', '첨단목회'의 사례로도 보고 있다.

## 같이 보기
- 중앙감리교회
- 하정완